# Oberndorf am Neckar
Oberndorf am Neckar (phát âm tiếng Đức: [ˌoːbɐndɔʁf ʔam ˈnɛkaʁ]; Swabia: Oberndorf am Näggô) là một thị trấn thuộc huyện Rottweil, bang Baden-Württemberg, Đức. Nơi đây nằm bên bờ sông Neckar, cách Rottweil 15 kilômét (9 dặm) về phía bắc. Trong lịch sử, đây từng là một trung tâm lớn của ngành công nghiệp vũ khí Đức.